# V съезд кинематографистов СССР
V съезд кинематографи́стов СССР — перестроечный съезд работников кинематографии, членов СК СССР, прошедший 13 — 15 мая 1986 года в Большом Кремлёвском дворце в Москве, получивший впоследствии название — «революционный».

## Выбор делегатов
Делегатов на предстоящий съезд выдвигали профессиональные секции отделений Союза кинематографистов СССР. На заседании московской секции критики 8 апреля 1986 года произошёл слом привычного регламента. Когда собранию зачитали подготовленный партийной группой список делегатов для голосования, киновед Виктор Божович предложил добавить в него ещё двух человек. Затем другие участники предложили новые кандидатуры. На это партийное руководство секции тогда не нашло что возразить. Таким образом, выборы впервые стали альтернативные. В результате тайного голосования на съезд не были избраны четверо из должностной номенклатуры — ректор ВГИКа Виталий Ждан, директор Всесоюзного научно-исследовательского института киноискусства Владимир Баскаков, а также главные редакторы журналов «Искусство кино» Юрий Черепанов и «Советский экран» Даль Орлов.
Новость мгновенно облетела московское отделение Союза. На заседании секции кинорежиссёров делегатами не были избраны глава Союза кинематографистов Лев Кулиджанов, Станислав Ростоцкий, Сергей Бондарчук и ещё несколько секретарей Союза. Никита Михалков назвал провал на выборах Сергея Бондарчука «мальчишеством».

## Съезд
Начавшись с традиционного доклада съезду первого секретаря Л. А. Кулиджанова, съезд резко изменил привычный ход. Дискуссия на съезде отличалась откровенностью и критичностью, стремлением осмыслить причины серьёзных болезней отечественного кино. В ряде выступлений был признан факт «неудовлетворительной работы» Союза кинематографистов, осуждён административно-командный способ кинопроизводства.
«13 мая 1986 года произошло то, что потом назвали репетицией Перестройки, осуществленной в отдельно взятой — кинематографической — индустрии. Пятый съезд кинематографистов СССР, отношение к которому было и остается неоднозначным, сменил руководство союза, фактически покончил с партийной цензурой в кино, снял с полки десятки фильмов и объявил переход проката на рыночные рельсы».
Съезд переизбрал всё правление Союза, куда отныне не вошли «киногенералы», знаковые фигуры советского кинематографа периода застоя. С того момента Бондарчук начал терять авторитет и влияние, испытывая постоянные нападки за официозный подход и кумовство. Первым секретарём правления СК СССР был избран Элем Климов. Советское кино из сугубо государственного стало превращаться в общественно-государственное. Главная же роль V съезда СК СССР заключалась в том, что он нанёс мощный удар по цензуре и показал пример действительно демократических выборов.
По этому сценарию впоследствии произошли перемены и в других творческих союзах СССР.

## Комментарии
1. ↑  В некоторых публикациях Виктора Божовича ошибочно называют Владимиром[1], но такого человека в Московском отделении СК СССР нет.